# Традиционен начин на измерване
Традиционен начин на измерване (по-рядко и Стар метод на строителя, на английски: Builder's Old Measurement, BOM) е метод на приблизително изчисление (оценка, разчет) на тонажа или товароподемността на плавателен съд според основните му измерения, използван в Англия примерно от 1720 г. до 1849 г. Първоначално се въвежда за данъчното облагане на търговските съдове, а по-късно става задължителен за целия британски тонаж, частен и държавен.

## Произход
Тъй като няма методи за точно изчисляване на тонажа, особено преди началото на строежа, а има нужда от такава оценка, строителите използват приблизителни методи, в няколко различни варианти. Например, платецът иска да знае, още преди да заплати поръчката, какви разходи да очаква, след като построи съда. От това може да зависи, какъв съд ще си поръча.
Всички методи неизбежно страдали от неточност, но все пак дават някаква обща база за сравнение на съдовете с различни размери и от различни типове – по-добре от нищо. Описаният метод се състои в оценката на тонажа според дължината респ. максималната ширина.
Формулата е:{\displaystyle {T}={\frac {({L}-{{B}\times {\frac {3}{5}}})\times {B}\times {\frac {B}{2}}}{94}}}В нея важи:
- T – тонаж,
- L – дължина във футове, от форщевена до ахтерхщевена,
- B – максимална ширина, във футове.[1]

Така се оценява товароподемността на съда в английски тона (дълги тонове), т. е. теглото, т. нар. дедуейт. Полученият тонаж се обозначава в писмен вид със суфикс на английски: bm или на английски: tons burthen, указващ метода за изчисление.

## История и развитие
Първият данък за фрахтоване на съдове в Англия е въведен от крал Едуард I през 1303 г. със ставка според бруто-тона (на английски: burthen, старинният термин за бруто). По-късно крал Едуард III взима данък от 3 шилинга за всеки tun („тон“, бъчва) внасяно вино, равен на съвременни £58,35 (използвайки последната година от управлението на Едуард III, 1377 като база). По това време tun е обем (вместимост) вино в размер на 252 галона с тегло около 2240 фунта (1020 kg). За да се оцени облагаемата вместимост на плавателния съд в „тунове“, в Англия е използвана ранната формула:
{\displaystyle {T}={\frac {{L}\times \ {B}\times {D}}{100}}}
В нея важи:
- L – дължина (не се уточнява каква), във футове,
- B – представлява ширина, във футове,
- D – дълбочина на трюма, във футове от главната палуба.

Числителят дава вътрешния обем съда и се изразява в кубични футове. Ако tun се приеме за еквивалент на 100 кубични фута, то тонажът се равнява на техния броя.
Делителя 100 е безразмерен, така че тонажът се изразява като фут³ / тун.
През 1678 г. корабостроителите от Темза използват метода по дедуейт, приемайки, че натоварването на съда съставлява 3/5 от неговата водоизместимост. Водоизместимостта се изчислява чрез умножаване на дължина × ширина × газене × коефициента на обща пълнота и делене на 35 фут³ на тон морска вода, а формулата за дедуейт е:
{\displaystyle {DW}={\frac {{L}\times \ {B}\times {\frac {B}{2}}\times {\frac {3}{5}}\times {0.62}}{35}}}
В нея важи:
- D – газене, приема се за ½ от ширината,
- DW – дедуейт, приема се в 3/5 от водоизместимостта.

Коефициентът на обща пълнота се приема за средно 0,6235 фут³ – обема на един тон морска вода.
В разгърнат вид следователно важи:
{\displaystyle {DW}={\frac {{L}\times \ {B}\times {\frac {B}{2}}}{94}}}
През 1694 г. нов британски закон въвежда изчисляването на тонажа за целите на данъчното облагане по аналогична формула с дълбочина на трюма D:
{\displaystyle {T}={\frac {{L}\times \ {B}\times {D}}{94}}}
Тази формула остава в сила до 1720 г., когато е въведен Традиционният метод за измерване, узаконен от Парламента през 1773 г.
Формулите на Традиционния метод остават в сила до появата на парната машина. Параходите изискват друг метод за оценка на тонажа, защото отношението дължина – ширина е по-голямо и значителни обеми от вътрешността на корпуса са заети от котлите респ. машините. През 1849 г. във Великобритания с първия Акт за търговския флот е въведена Системата на Мурсом, носеща името на главния сървейър по тонажа, Джордж Мурсом (на английски: George Moorsom).
Вместо изчисляване на дедуейта, по системата на Мурсом се изчислява товароподемността в кубични футове, т.е. обемна мерка, а не теглова. Вместимостта в кубични футове се дели при 100 кубични фута вместимост на английски тон, като в резултат се получава вместимостта в тонове.
Към началото на XX век системата на Мурсом е приета за основа на болшинството национални регистрови системи, но поради различията в нейното използване в отделните страни още от 1925 г. се търсят алтернативни възможности за единна международна система. В резултат на тези усилия през 1969 г. е приета Международната конвенция IMO за измерване, чиято актуална версия е от 18 юли 1994 г.

## Определения за дълбочина

### Дълбочина от палубата
Височина, измерена в мидъла, от най-ниската точка на корпуса, с изключение на кила, до най-горната непрекъсната по цялата дължина на кораба палуба.

### Дълбочина на трюма
Вътрешно пространство; височина от най-ниската точка на корпуса вътре в кораба, в мидъла, до подволока (долната част на палубата, таван на помещението под нея), което се образува от горната непрекъсната по цялата дължина палуба. При старите военни кораби дълбочината се измерва до най-ниската непрекъсната палуба.

### Главна палуба
Главната палуба, която се използва при измерването на дълбочината, обикновено се определя като най-горната непрекъсната по цялата дължина палуба. При кораба от XVI век Mary Rose, главната палуба е втората от горе надолу непрекъсната палуба. В разчета за тонажа на Mary Rose вместо дълбочина се използва газенето.